# Перемога (Дніпро)
Перемога — житловий масив Дніпра у складі Соборного району, розташований вздовж берега Дніпра у південно-східній частині міста. Межує з житловими масивами Сокіл та Придніпровський
Складається з шістьох житлових масивів (позначаються Перемога-1, 2, 3, 4, 5, 6 або перша, друга, третя, четверта, п'ята, шоста Перемога).
Характер забудови — багатоповерхові (9-29) будинки.
Населення Перемоги — приблизно 100 тисяч осіб.
До початку будівництва району територія Перемоги була забудована невеликими приватними будинками історичних районів Дніпра Лоц-Кам'янка та Мандриківка, які залишились і зараз, але у значно менших розмірах. Частина території, на якій стоять житлові масиви Перемоги являла собою дніпровські плавні або, взагалі, була під водою.
Дніпроцивільпроект на чолі з провідним головним архітектором проекту Павлом Нірінбергом спроектувало житловий район «Лоцманський». Масова забудова Лоцманського розпочалася 1969 року й закінчилася 1976. 1975 року Лоцманський було перейменовано на честь 30-річчя перемоги СРСР у Великій Вітчизняній війні на «Перемогу». Перші три масиви у народі продовжують називати Мандриківкою, а 5-й та 6-й — Лоц-Кам'янкою (4-й масив приблизно навпіл ділиться межею Мандриківки й Лоц-Кам'янки — вулицею Дорожньою). Активна забудова усього житлового масиву закінчилась в середині 1990-х років.
У 1983 році група архітекторів (П. Р. Нірінберг, Н. Т. Розанов, О. Г. Хавкін, Є. Б. Яшунський, А. П. Воловик, В. К. Ґудзь), що планували район, отримала державну премію СРСР. А сам район Перемога став пам'ятником архітектури Союзного значення.
Район продовжує забудовуватися окремими об'єктами до наших днів.
Серед цікавих особливостей Перемоги слід зазначити дві — 28- та 29-поверхові — житлових вежі (в побуті «свічки») та 36-під'їзний будинок з 1258 квартирами (в побуті «китайська стіна»).

## Культура та відпочинок
У масиві розташовані Ляльковий театр на Перемозі, кілька спортивних та нічних клубів. Вздовж усього узбережжя Дніпра розташована низка пляжів. А острів Коса, поєднаний мостом із Перемогою, із його пляжами та кафе давно став одним із центрів літнього відпочинку всього міста.

## Освіта
На території Перемоги розташовані кілька дитячих садків, вісім середніх загальноосвітніх шкіл і ліцеїв, гуртожитки закладів вищої освіти міста. Перша загальноосвітня школа на житловому масиві «Перемога» була відкрита в 1971 році (№ 66).

## Трагедія
13 жовтня 2007 року о 10:30 у житловому будинку № 127 на Мандриківській вулиці стався вибух побутового газу з людськими жертвами й руйнуванням споруди.
14 січня 2023 року сталося руйнування частини будинку № 118 на Набережній Перемоги через влучення ракети держави-агресора Росії. Внаслідок атаки загинуло 46 осіб, отримали поранення - 80 осіб. З числа тих, кому вдалося врятуватися - родині Спесивцевих, матері та її 7-річному сину.

## Пам'ятники

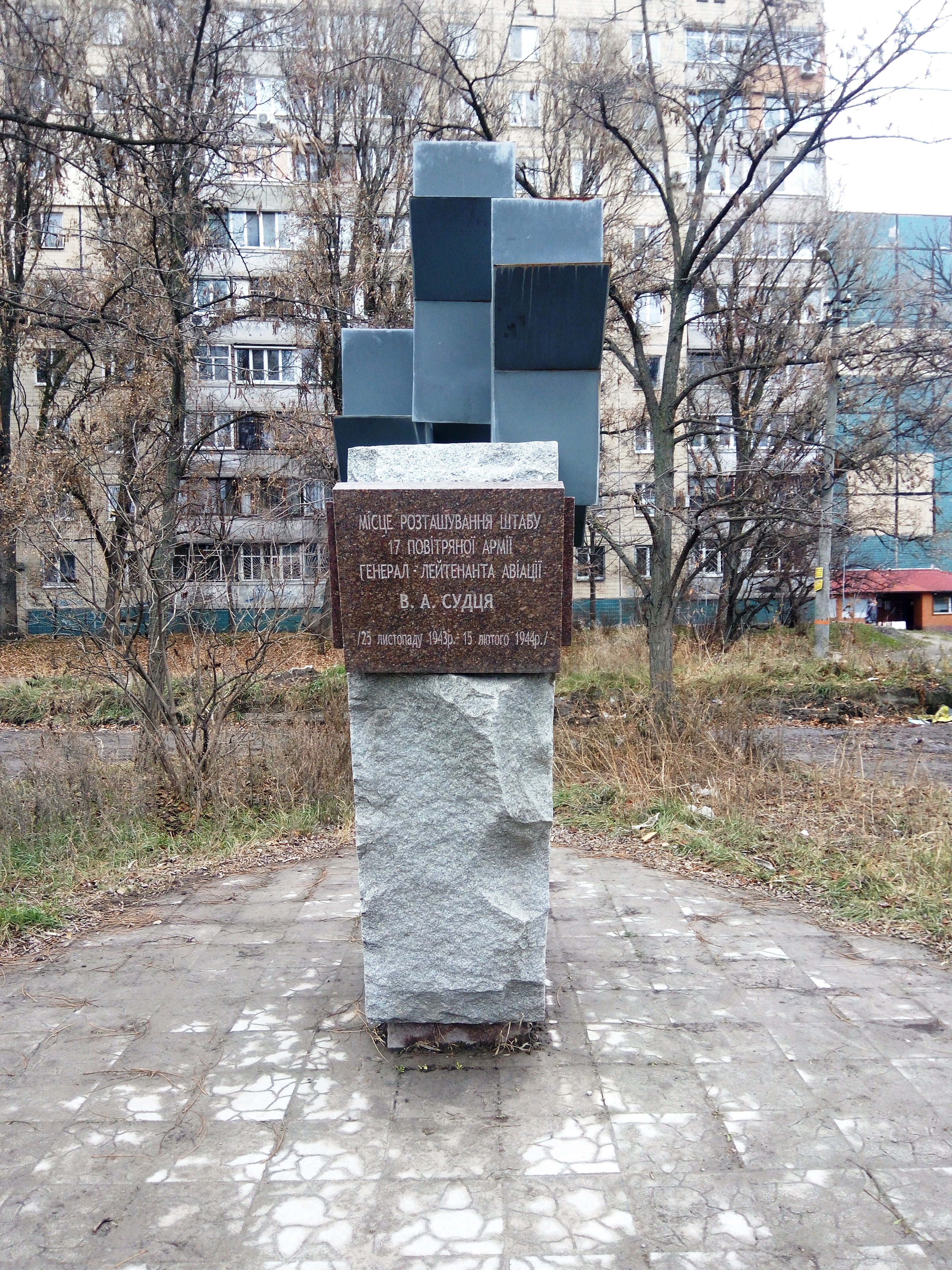
Пам`ятний знак розташування штабу генерал-лейтенанта В.О.Судця
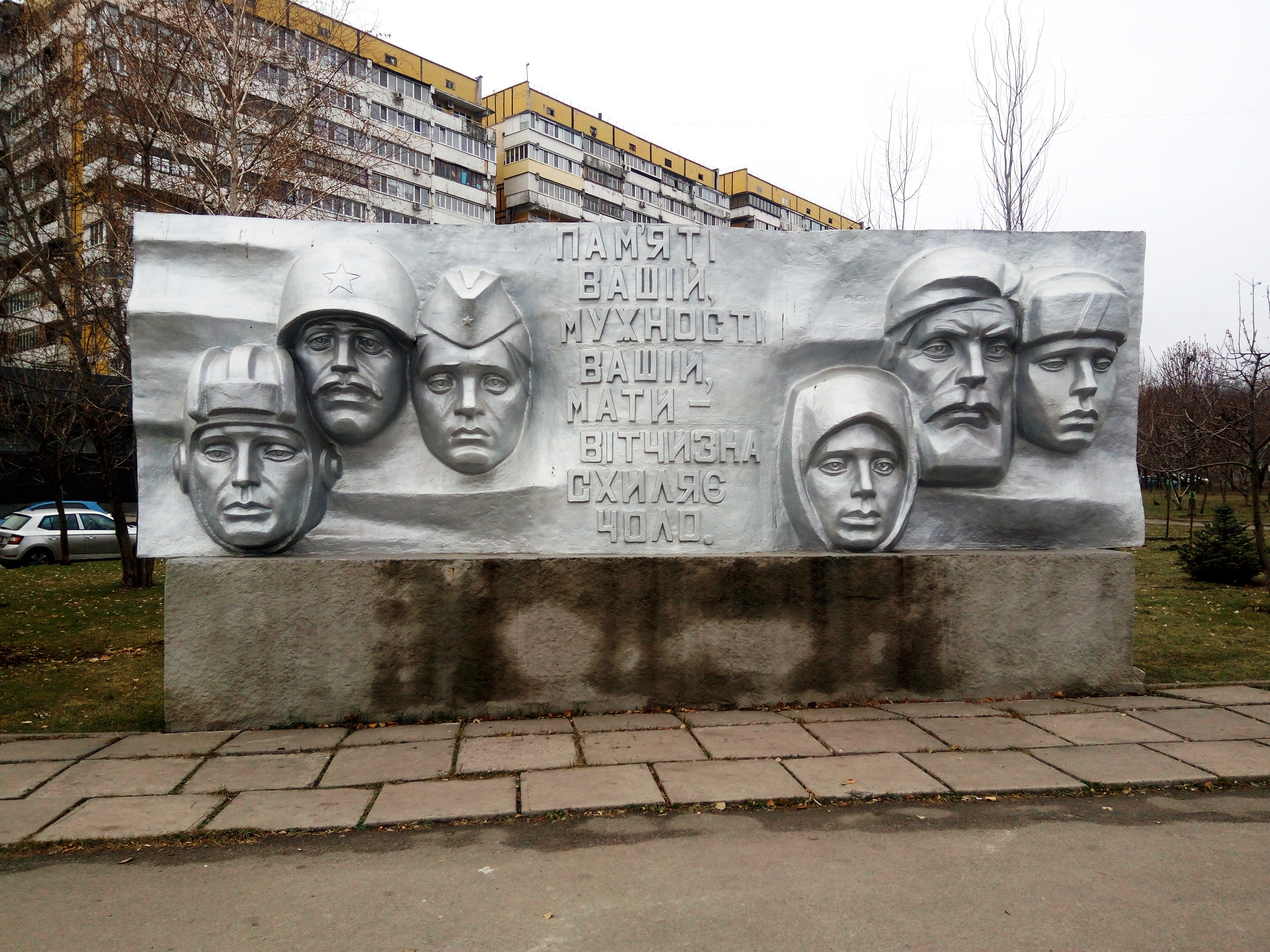
Стела пам'яті переможців
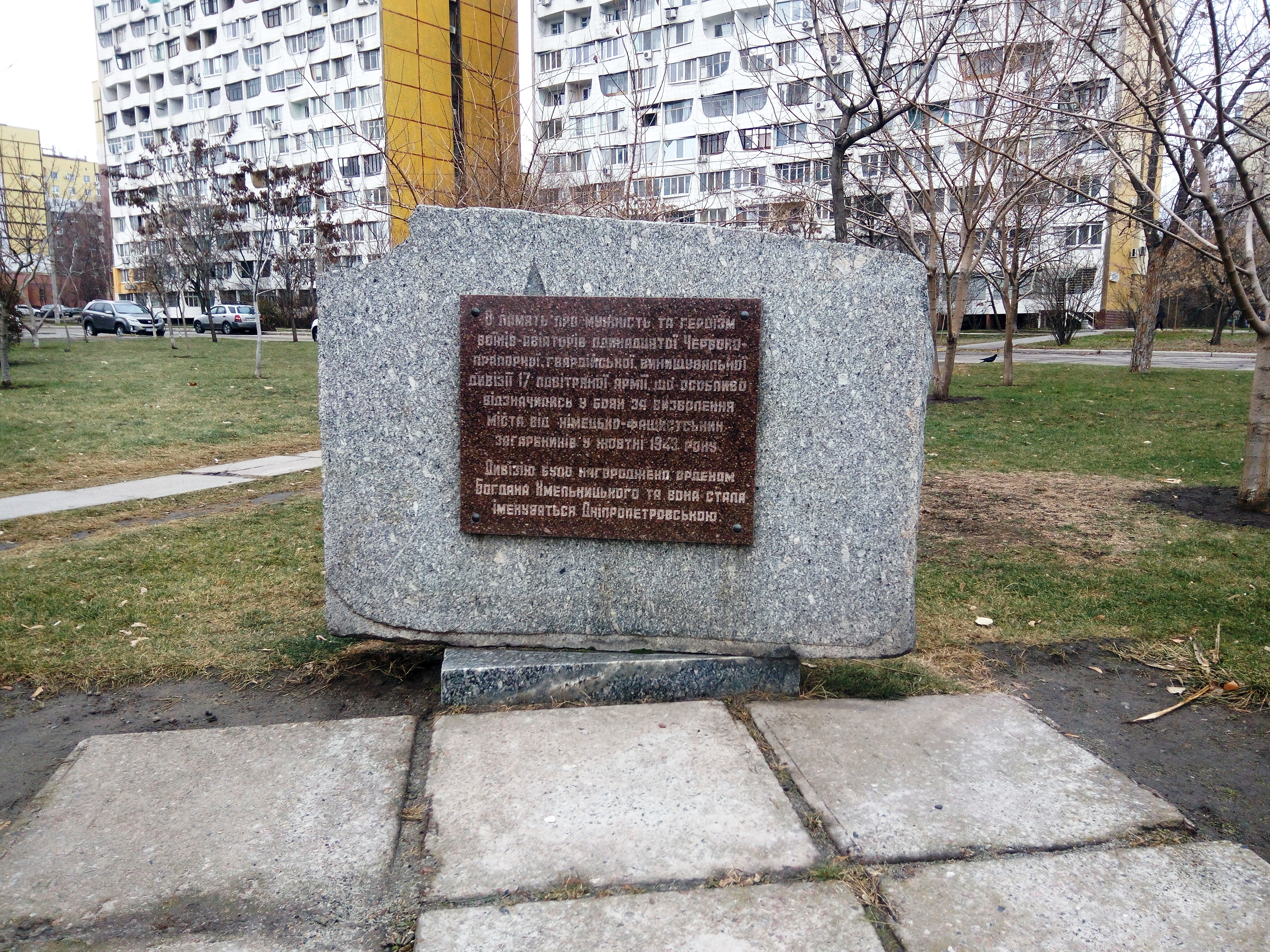
Пам`ятний знак на честь воїнів-авіаторів
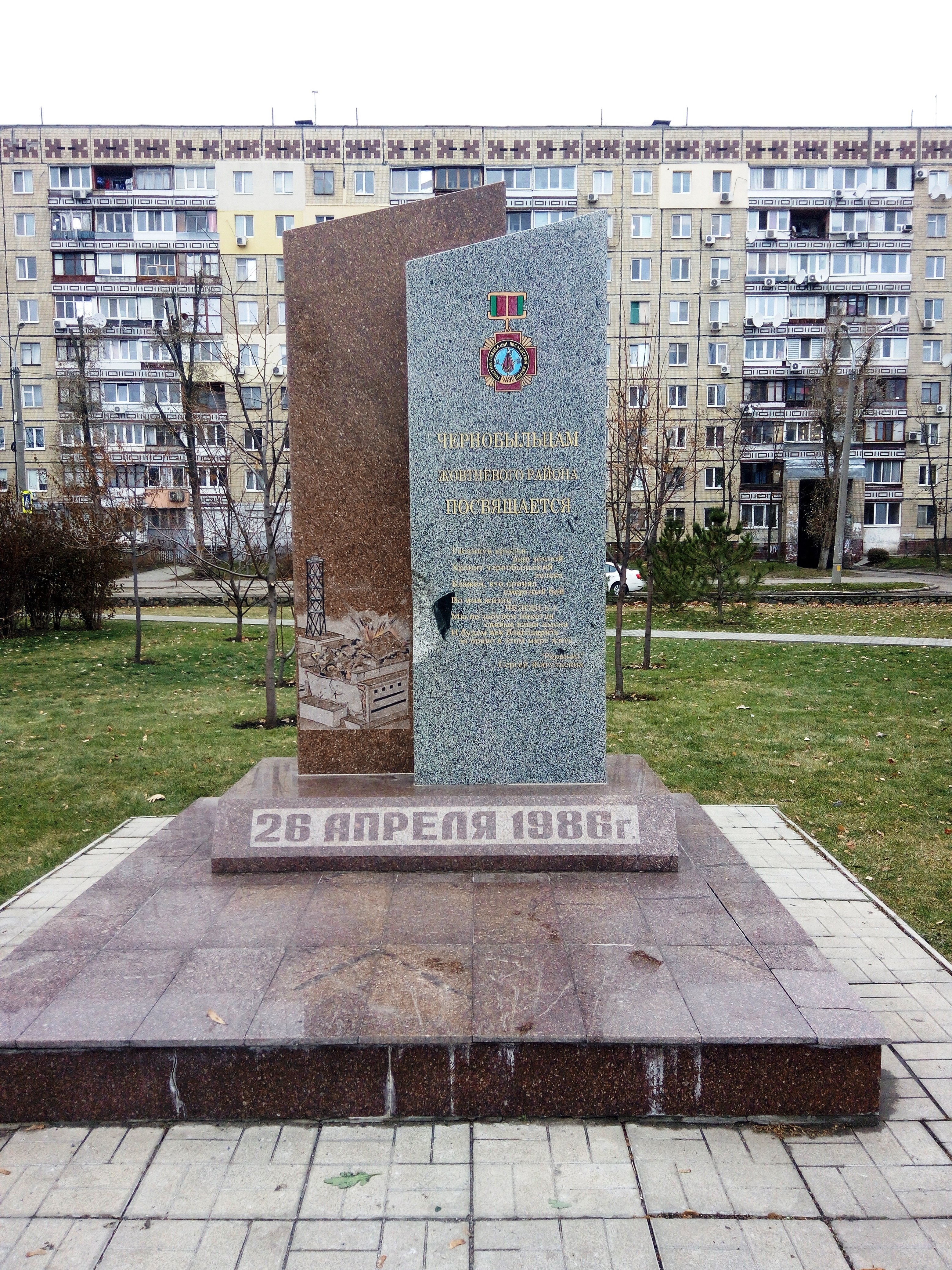
Пам`ятник чорнобильцям Жовтневого району